# Compianto sul Cristo morto (Giotto)
Il Compianto sul Cristo morto è un affresco (200x185 cm) di Giotto, databile al 1303-1305 circa e facente parte del ciclo della Cappella degli Scrovegni a Padova. È compreso nelle Storie della Passione di Gesù del registro centrale inferiore, nella parete sinistra guardando verso l'altare.

## Descrizione e stile
La scena, la più drammatica e dell'intero ciclo e una delle più celebri, mostra una spiccata conoscenza delle regole della pittura fin dalla composizione. Gesù è adagiato in basso a sinistra, stretto dalla Vergine che, in maniera toccante, avvicina il proprio viso a quello del figlio. Tutta una serie di linee di sguardi e di forza dirige immediatamente l'attenzione dello spettatore su questo angolo, a partire dall'andamento della roccia dello sfondo che digrada verso il basso. Le pie donne reggono le mani di Cristo e la Maddalena gemente ne raccoglie i piedi. Sciolta e naturalistica è la posa di san Giovanni, che si piega distendendo le braccia indietro, derivata forse dal Sarcofago di Meleagro a Padova. All'estrema destra stanno le figure di Nicodemo e Giuseppe d'Arimatea, mentre in basso a sinistra una figura seduta di spalle crea una massa scultorea. A sinistra accorrono altre donne in lacrime, dalle pose studiate e drammatiche. In alto gli angeli accorrono con diverse pose di disperazione, partecipando a una sorta di drammaticità cosmica che investe anche la natura: l'alberello in alto a destra è infatti secco. Ma proprio come la natura sembra morire d'inverno ed in primavera risorgere, Cristo sembra morto e dopo tre giorni risorgerà. Dall'albero scheletrico in alto a destra il taglio in diagonale del nudo profilo roccioso scende accompagnando il ritmo in caduta delle figure verso il centro emotivo della scena rappresentato dall'abbraccio della madre al figlio morto. Espediente inedito sono i due personaggi di spalle in primo piano, raffigurati come grosse masse a  dimostrazione che Giotto ha saputo conquistare uno spazio reale in cui tutte le figure si dispongono liberamente in ogni direttrice spaziale. 
L'unico addolcimento è dato dal concerto di colori pastello, estremamente raffinato, che orchestra i toni delle vesti, con una diversa incidenza luminosa che arriva, negli esempi più eclatanti, ad effetti di cangiantismo cromatico: tali finezze testimoniano come questa scena, pressoché al centro della parete, fosse una delle più curate del ciclo, sicuramente autografa e realizzata in modo da catturare l'attenzione del pubblico. 
Liberata dalle rigidità bizantine, la scena fu presa a modello per intere generazioni di artisti successivi.
Una Deposizione era stata già dipinta forse dal giovane Giotto nella basilica superiore di Assisi.

## Citazione
(Giulio Carlo Argan, Storia dell'arte italiana)

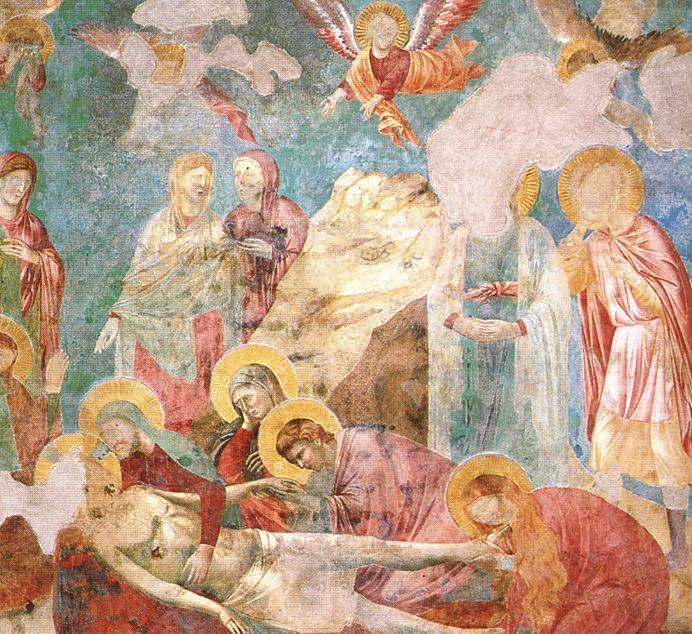
Deposizione di Assisi (1290 circa)
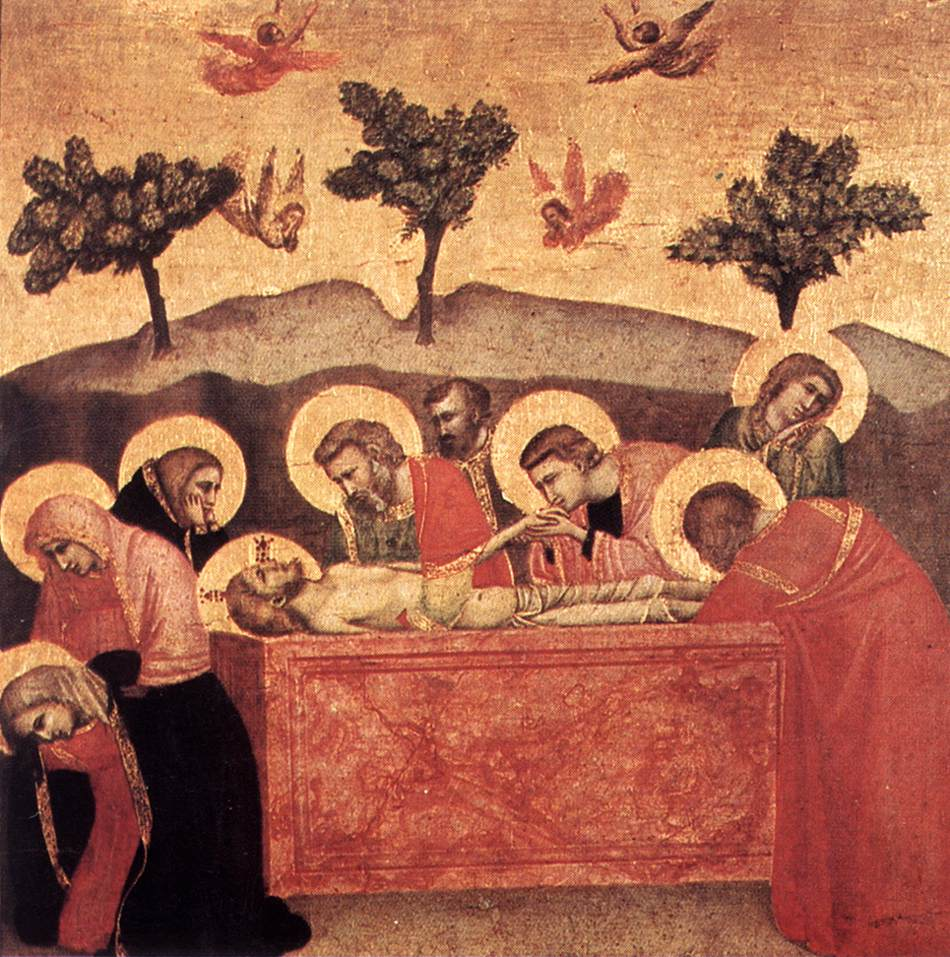
La Deposizione nella collezione Berenson (1320-1325 circa)